# Bart Brentjens
Bart Jan-Baptist Marie Brentjens (nascido em 10 de outubro de 1968) é um ciclista holandês, especialista em cross-country de mountain bike. Conquistou duas medalhas olímpica, ouro em Atlanta 1996, e bronze em Atenas 2004.